# José Maria Alkmim

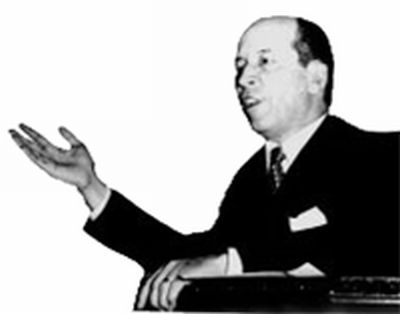
José Maria Alkmim

José Maria Alkmim (Alternativname: José Maria Alkmin; * 11. Juni 1901 in Bocaiúva, Minas Gerais; † 22. April 1974 in Belo Horizonte, Minas Gerais) war ein brasilianischer Politiker, der unter anderem mehrere Jahre Mitglied der Abgeordnetenkammer (Câmara dos Deputados do Brasil), zwischen 1956 und 1958 Finanzminister sowie von 1964 bis 1967 Vizepräsident Brasiliens war.

## Leben

### Journalist, Jurist und Abgeordneter
Alkmim, Sohn von Herculano Augusto de Alkmim und Sérgia Caldeira de Alkmim, besuchte zunächst bis 1916 die Escola Professor Antônio Sá seines Geburtsortes Bocaiúva und danach die Escola Normal Américo Lopes in Diamantina, wo er seine spätere Ehefrau Maria Dasdores Kubitschek da Fonseca traf, eine Cousine seines Schulfreundes und Staatspräsidenten Brasiliens zwischen 1956 und 1961 Juscelino Kubitschek de Oliveira. Im Anschluss arbeitete er von 1919 bis 1922 als Mitarbeiter des Telegrafenamtes von Belo Horizonte sowie danach des Telegrafenamtes von Porto Alegre, ehe er 1923 seinen Militärdienst im 12. Infanterieregiment begann und dort auf Leutnant Humberto Castelo Branco traf, der zwischen 1964 und 1967 Staatspräsident Brasiliens war. Nach Abschluss des Militärdienstes nahm er seine berufliche Tätigkeit in Porto Alegre wieder auf und wechselte 1925 als Reporter in das Staatliche Presseamt des Bundesstaates Minas Gerais (Imprensa Oficial do Estado de Minas Gerais) und wurde Chefredakteur des Regierungsorgans Minas Gerais. Zugleich begann er 1927 ein Studium der Rechtswissenschaften an der neu gegründeten Universidade Federal de Minas Gerais, das er 1929 abschloss. Anschließend war er zwischen 1929 und 1930 Vizedirektor und zuletzt Direktor des Staatlichen Presseamtes von Minas Gerais und von 1930 bis 1932 Rektor des Ginário Mineiro in Belo Horizonte.
Am 14. November 1933 wurde Alkmim als Kandidat der Fortschrittspartei PPM (Partido Progressista Mineiro) Mitglied des Verfassungsgebenden Nationalkongresses (Congresso Nacional Constituinte) und vertrat in dieser bis zum 2. Mai 1935 den Bundesstaat Minas Gerais. Im Anschluss war er nach seinem Mandatsverzicht von 1935 bis 1936 Mitglied des Rechnungshofes (Tribunal de Contas do Estado) dieses Bundesstaates sowie zwischen 1936 und 1939 Minister für Inneres und Justiz (Secretário do Interior e Justiça) in der Regierung von Minas Gerais während der Amtszeit von Gouverneur Benedito Valadares Ribeiro. 1939 übernahm er die Professur am Lehrstuhl für Wirtschaftspolitik an der Philosophischen Fakultät der Universidade Federal de Minas Gerais und war zugleich von 1939 bis 1942 Staatssekretär sowie Direktor der Gefängnisfarm in Ribeirão das Neves. Er wurde 1942 Rechtsanwalt der Banco de Crédito Real in Minas Gerais sowie 1944 Direktor des Unternehmens Empresas Grankas Reunidas S.A., das zu der von dem aus Italien stammenden Einwanderers Francesco Matarazzo 1891 gegründeten Unternehmensgruppe Indústrias Reunidas Fábricas Matarazzo (IRFM) gehörte.

### Finanzminister und Vizepräsident
Alkmim wurde am 5. Februar 1946 als Kandidat der von ihm am 17. Juli 1945 mitgegründeten Sozialdemokratischen Partei PSD (Partido Social Democrático) abermals Mitglied der Abgeordnetenkammer (Câmara dos Deputados) und wurde als Vertreter des Bundesstaates Minas Gerais sowohl am 11. März 1951 als auch am 2. Februar 1955 wiedergewählt. Am 1. Januar 1956 legte er sein Mandat nieder, nachdem er von seinem alten Schulfreund und nunmehrigen Staatspräsidenten Juscelino Kubitschek de Oliveira zum Finanzminister (Ministro de Estado dos Negócios da Fazenda) in die Bundesregierung Brasiliens berufen wurde. Dieses Ministeramt bekleidete er bis zum 26. Juni 1958. Am 2. Februar 1959 sowie am 2. Februar 1963 wurde er erneut Mitglied der Abgeordnetenkammer und vertrat wiederum die PSD für Minas Gerais. Während seiner Parlamentszugehörigkeit war er Mitglied des Wirtschaftsausschusses (Comissão de Econômia).
Am 15. April 1964 wurde Alkmim Vizepräsident Brasiliens (Vice-Presidente da República) und war damit bis zu seiner Ablösung durch Pedro Aleixo am 15. März 1967 Stellvertreter von Staatspräsident Humberto Castelo Branco, den er seit seinem Militärdienst 1923 kannte. Am 16. März 1967 wurde er nunmehr für die Nationale Erneuerungsallianz ARENA (Aliança Renovadora Nacional) erneut Mitglied der Abgeordnetenkammer und gehörte wiederum dem Wirtschaftsausschuss als Mitglied an. Am 15. Juni 1970 legte er sein Mandat nieder und übernahm das Amt des Bildungsministers (Secretário de Estado da Educação) in der Staatsregierung von Minas Gerais. Nach dem Tod des Abgeordneten Edgar Martins Pereira am 11. April 1973 wurde er am 14. Juni 1973 für die ARENA abermals Mitglied der Abgeordnetenkammer und gehörte dieser bis zu seinem Tode am 22. April 1974 an. Er war während dieser Zeit Mitglied des Ausschusses für Wirtschaft, Industrie und Handel (Comissão de Econômia, Indústria e Comércio). Er war Mitglied des Instituts des Ordens der Rechtsanwälte Brasiliens OAB (Instituto da Ordem dos Advogados do Brasil).